# Єгіндиколь
Єгіндико́ль (каз. Егіндікөл) — село, центр Єгіндикольського району Акмолинської області Казахстану. Адміністративний центр та єдиний населений пункт Єгіндикольського сільського округу.
Населення — 2820 осіб (2021; 3285 у 2009, 3522 у 1999, 4052 у 1989).
Національний склад станом на 1989 рік:
- росіяни — 34 %;
- казахи — 32 %.

До 1997 року село називалось Краснознаменське.